# Selišta, Kolašin
Selišta este un sat din comuna Kolašin, Muntenegru. Conform datelor de la recensământul din 2003, localitatea are 241 de locuitori (la recensământul din 1991 erau 240 de locuitori).

## Demografie
În satul Selišta locuiesc 178 de persoane adulte, iar vârsta medie a populației este de 34,7 de ani (32,6 la bărbați și 37,0 la femei). În localitate sunt 69 de gospodării, iar numărul mediu de membri în gospodărie este de 3,49.
Populația localității este foarte eterogenă.
|  |

| Demografie | Demografie | Demografie |
| An         | Locuitori  | Locuitori  |
| ---------- | ---------- | ---------- |
|            |            |            |
|            |            |            |
|            |            |            |
|            |            |            |
| 1948       | 152        |            |
| 1953       | 189        |            |
| 1961       | 175        |            |
| 1971       | 198        |            |
| 1981       | 230        |            |
| 1991       | 240        | 240        |
| 2003       | 241        | 241        |

| \| Componența etnică conform recensământului din 2003[2] \| Componența etnică conform recensământului din 2003[2] \| Componența etnică conform recensământului din 2003[2] \| Componența etnică conform recensământului din 2003[2] \| Componența etnică conform recensământului din 2003[2] \| \| ----------------------------------------------------- \| ----------------------------------------------------- \| ----------------------------------------------------- \| ----------------------------------------------------- \| ----------------------------------------------------- \| \| \| \| \| \| \| \| Muntenegreni \| Muntenegreni \| \| 150 \| 62,24% \| \| Sârbi \| Sârbi \| \| 90 \| 37,34% \| \| necunoscută \| necunoscută \| \| 0 \| 0% \| |              |  |     |        |
| Componența etnică conform recensământului din 2003 |              |  |     |        |
| |              |  |     |        |
| Muntenegreni | Muntenegreni |  | 150 | 62,24% |
| Sârbi | Sârbi        |  | 90  | 37,34% |
| necunoscută | necunoscută  |  | 0   | 0%     |